# Ladislau al V-lea Jakcs
Ladislau al V-lea Jakcs (în maghiară Kusalyi Jakcs László) a fost voievod al Transilvaniei în anul 1441. A fost fratele lui Dionysius Jakcs, episcop romano-catolic de Oradea între 1427–1432.